# Actaecia euchroa
Actaecia euchroa là một loài chân đều trong họ Actaeciidae. Loài này được Dana miêu tả khoa học năm 1853.